# Trachelas sylvae
Espèce
Trachelas sylvae est une espèce d'araignées aranéomorphes de la famille des Trachelidae.

## Distribution
Cette espèce  se rencontre au Kenya, en Ouganda, au Congo-Kinshasa et au Cameroun.

## Description
Le mâle holotype mesure 2,7 mm.
Les mâles mesurent de 2,60 à 2,80 mm et les femelles de 4,35 à 4,78 mm.

## Systématique et taxinomie
Cette espèce a été décrite par Caporiacco en 1949.

## Publication originale
- Caporiacco, 1949 : « Aracnidi della colonia del Kenya raccolti da Toschi e Meneghetti negli anni 1944-1946. » Commentationes Pontificiae Academia Scientarum, vol. 13, no 6, p. 309-492.